# Anopheles thomasi
Anopheles thomasi este o specie de țânțari din genul Anopheles, descrisă de Shannon în anul 1933. Conform Catalogue of Life specia Anopheles thomasi nu are subspecii cunoscute.